# Enterographa elaborata
Enterographa elaborata är en lavart som först beskrevs av Lyell ex Leight., och fick sitt nu gällande namn av Coppins & P. James. Enterographa elaborata ingår i släktet Enterographa och familjen Roccellaceae.   Inga underarter finns listade i Catalogue of Life.